# 獵鷹上升
《獵鷹上升》（英語：Falcon Rising，前稱）是一部於2014年上映的美國動作冒險片，為厄尼·巴布拉許執導。由邁克·賈·懷特、尼爾·麥當諾和艾莉·拉特主演。《獵鷹上升》於2014年9月5日在美國限定戲院上映。

## 劇情
主要敘述前海軍陸戰隊士兵約翰·「獵鷹」·查普曼被罪惡感和創傷後應激障礙折磨。他的妹妹作為慈善組織成員前往巴西貧民窟工作，卻遭殘忍重傷。查普曼遂飛往聖保羅，追踪重創妹妹的兇手，控制貧民窟的日本黑幫海外勢力，以孤膽英雄之姿，一人展開血戰。

## 演員
- 邁克·賈·懷特 飾 約翰·「獵鷹」·查普曼（John 'Falcon' Chapman）
- 尼爾·麥當諾 飾 曼尼·雷德利（Manny Ridley）
- 艾莉·拉特 飾 辛蒂·查普曼（Cindy Chapman）
- 吉米·納瓦羅 飾 蒂亞戈·聖托（Thiago Santo）
- 米莉·魯佩托 飾 卡塔琳娜·達席爾瓦（Katarina Da' Silva）
- 拉蒂夫·克勞德 飾 卡羅·波洛洛（Carlo Bororo）
- 小館齊史 飾 廣本（Hirimoto）
- 賀藤羽月 飾 友惠（Tomoe）

## 發行
《獵鷹上升》於2014年9月4日在隨選視訊（VOD）平台上發行，並於2014年9月5日在美國限定戲院上映。而DVD則於2014年10月27日發行。

## 反響
爛番茄評級43%，Metacritic得分49，評價普通。《好萊塢報導》的法蘭克·謝克稱本片為「主要是一部由明星展現大量戰鬥力的驚悚片」。
在美國的限定戲院，首週末票房為8691美元，總票房收入為1萬1774美元。

## 外部連結
- 官方网站
- 互联网电影数据库（IMDb）上《獵鷹上升》的资料（英文）
- Box Office Mojo上《獵鷹上升》的資料（英文）